# Птолемей Євпатор
Птолемей Євпа́тор (лат.: Ptolemaios Eupatōr; 166 до н. е. — 152 до н. е.) — принц Стародавнього Єгипту, син фараона Птолемея VI Філометора та Клеопатри ІІ з династії Птолемеїв, яка правила країною протягом елліністичного періоду. Потягом 152 року до н. е. правив як співправитель Кіпру разом з батьком.

## Життєпис
Походив з родини єгипетських фараонів. Його мати була сестрою його батька, а його дід був базилевс Антіох III Великий, правитель Селевкідів. Ім'я Євпатор означає «той, хто походить від знатного батька».
Птолемею Євпатору було 12 або 13 років, коли він помер. Згадується як священник культу Олександра протягом 158—157 рр. до н. е.
152 року до н. е. він був співправителем свого батька на Кіпрі та майбутнім його наступником. Крім того, був оголошений верховним головнокомандувачем Кіпру. Але він помер на острові через деякий час, можливо, того ж року, від заразної хвороби. Того ж року він був включений до сімейного культу як Бог Євпатор. Згідно з деякими записами, його смерть збіглася з місячним затемненням.
2017 року оголошено про відкриття гробниці на Кіпрі, яка ймовірно належить йому.